# (15268) Wendelinefroger
(15268) Wendelinefroger est un astéroïde de la ceinture principale.
Il a été découvert le 18 novembre 1990 par l'astronome belge Eric Elst à l'observatoire de La Silla de l'ESO, dans le nord du Chili, et nommé en l'honneur de la chanteuse belge Wendeline Froger.

## Description
(15268) Wendelinefroger est un astéroïde de la ceinture principale. Il fut découvert le 18 novembre 1990 à La Silla par Eric Walter Elst. Il présente une orbite caractérisée par un demi-grand axe de 2,37 UA, une excentricité de 0,24 et une inclinaison de 2,8° par rapport à l'écliptique.

## Compléments